# Jeffrey Jones
Jeffrey Duncan Jones (Buffalo, 28 de setembro de 1946) é um ator norte-americano, mais conhecido pelos papéis de José II em Amadeus (1984), Edward R. Rooney em Ferris Bueller's Day Off (1986), Charles Deetz em Beetlejuice (1988), Dr. Skip Tyler em The Hunt for Red October (1990), Eddie Barzoon em The Devil's Advocate (1997) e A. W. Merrick tanto em Deadwood (2004–2006) quanto em Deadwood: The Movie (2019). Sua carreira começou no Guthrie Theater em Minneapolis, Minnesota, e avançou para Londres e Broadway. No cinema e na televisão, Jones interpretou muitos personagens com seu humor seco em situações incomuns para fins cômicos. Ele foi indicado a um Globo de Ouro por seu desempenho em Amadeus e a um Screen Actors Guild Award como membro do elenco de Deadwood.

## Biografia
Jones nasceu em Buffalo, Nova Iorque em 28 de setembro de 1946, filho de uma historiadora - Ruth Jones e Douglas Bennett Jones, que morreu quando Jeffrey ainda era criança. Estudou na Sylvia Herpolscheimer Academy of Performing Arts, depois na Universidade de Lawrence e por fim na Academia de Música e Artes de Londres. É pai do ator Julian Coutts.

## Vida profissional
Jones interpretou diversos papéis ao longo de sua carreira, contudo tornou-se conhecido por Amadeus, ao interpretar o Imperador José II; Curtindo a Vida Adoidado, como Edward Rooney, o diretor que persegue Ferris durante o dia em que mata aula e Os Fantasmas se Divertem (Beetlejuice), como Charles Deetz o excêntrico yuppie que compra a casa dos falecidos Maitland e tem de lidar com seus fantasmas. Esteve também, entre outras produções, no filme O Advogado do Diabo, contracenando com Keanu Reeves e Al Pacino, e em O Peste, interpretando o antagonista Gustav Shank. Também participou da série Deadwood. Ele também interpretou o astrofísico Dr. Walter Jenning de Howard, o Super-Herói em que o próprio Jeffrey considerou divertido interpretar esse personagem.

## Prisão
Em 2003 Jones foi preso por estar em posse de pornografia infantil e solicitar a um garoto de 14 anos para que posasse nu. Ele não contestou, sendo condenado a receber aconselhamento profissional e a ter seu nome no rol dos criminosos sexuais. Em julho de 2004, foi preso pela polícia da Flórida depois de haver mudado de endereço sem que houvesse feito o prévio comunicado sobre a mudança. Foi depois processado civilmente pelo menor, depois que tornou-se adulto. Esta ocorrência abalou profundamente a carreira de Jones, colocando-o em ostracismo.

## Filmografia
- Terremoto 10.0 em Los Angeles (2014) ... Gladstone
- Tudo pela honra do meu Pai (2007) ... Cummings
- Doce Trapaça (2001) ... Sr. Appel
- Dr. Dolittle 2 (2001) ... Joe Potter
- O Pequeno Stuart Little (1999) ... Tio Crenshaw Little
- Mortos de Fome (1999) ... Cel. Hart
- A Lenda do Cavaleiro sem Cabeça (1999) ... Reverendo Steenwyck
- O Peste (1997) ... Gustav
- O Advogado do Diabo (1997) ... Eddie Barzoon
- As Bruxas de Salem (1996) ... Thomas Putnam
- Ed Wood (1994) ... Criswell
- Um Yuppie em Apuros (1992) ... Matt Skearns / Peter Van Der Haven
- Papai e Mamãe salvam o Mundo (1992) ... Dick Nelson

- Fique Ligado em Paranoias Parabólicas (1992) .... Spike

- A Caçada ao Outubro Vermelho (1990) ... Oliver Wendel Tyler
- Quem é Harry Crumb? (1989)
- Valmont - Uma História de Seduções (1989) ... Gercourt
- Os Fantasmas se Divertem (1988) ... Charles
- Howard, o Super-Herói (1986) ... Dr. Walter Jenning
- Curtindo a Vida Adoidado (1986) ... Ed Rooney
- Amadeus (1984) ... Imperador José II